# Ewa Bloom-Kwiatkowska
Ewa Bloom-Kwiatkowska (ur. 1957 w Tomaszowie Mazowieckim) – polska malarka, scenografka filmowa i telewizyjna, projektantka mody, reżyserka, autorka eksperymentalnych filmów wideo.

## Życiorys

### Działalność naukowa
W 1986 ukończyła studia na Wydziale Tkaniny i Ubioru Państwowej Wyższej Szkoły Sztuk Plastycznych w Łodzi (obecnie Akademia Sztuk Pięknych im. Władysława Strzemińskiego w Łodzi). Od 2009 kieruje Pracownią Zagadnień Scenograficznych oraz Pracownią Projektowania Kostiumu Teatralnego i Filmowego łódzkiej ASP. W latach 2012–2015 realizowała autorski program wykładów i ćwiczeń warsztatowych ze scenografii wirtualnej w Państwowej Wyższej Szkole Filmowej, Telewizyjnej i Teatralnej im. Leona Schillera w Łodzi. W 19 grudnia 2011 obroniła doktorat, jej praca nosiła tytuł Święte Zło. Natomiast habilitację uzyskała 17 lutego 2016 (tytuł pracy Obraz wobec przemocy. Kod ekranu).

### Działalność artystyczna
Razem ze swoim partnerem Sławomirem Kosmynką prowadziła działającą w latach 80. galerię Chaos Faza 3, która funkcjonowała nielegalnie w bloku przy ul. Wigury 15 w Łodzi. 27 stycznia wraz ze swoim partnerem dokonała spalenia wszystkich swoich dzieł artystycznych. Performance miał miejsce przy ul. Wigury 13 i nosił nazwę Himmel über Stadt (Dymy nad miastem). Paleniu towarzyszył odczyt manifestu Chaos Faza 3/Wojna obrazów. Całość związana była z decyzją urzędników, którzy doprowadzili do zamknięcia galerii Chaos Faza 3. W efekcie Ewa Bloom-Kwiatkowska straciła możliwość przechowywania swoich wielkoformatowych dzieł. Wiele z nich poruszało tematykę systemów totalitarnych i autorytarnych, a poprzez ich zniszczenie artystka nawiązywała do wielu przykładów cenzury stosowanej w owych systemach.  
Po tych wydarzeniach artystka porzuciła dotychczasową formę sztuki i zajęła się projektowaniem kostiumów i scenografii. Jest autorką scenografii do ponad 50 spektakli teatralnych i telewizyjnych. Do malarstwa wróciła dopiero w 2005. 
W latach 2005–2013 stworzyła cykle malarskie Księga Kronik XX oraz Idee i Maski, które dotykają tematu zagłady i przemocy oraz ich obrazie w mediach. Zagadnienie roli filmu i ekranu w tworzeniu i powielaniu przekazu artystka poruszała również w realizacjach wideo: Krąg czyli kto ma urojone lęki zasługuje na prawdziwe (2009), Kolor płonie (2010) oraz Taniec św.Wita (2010–2011). 
W latach 2016–2020 działała w ramach kobiecej grupy artystycznej Frakcja. 
Prace artystki znajdują się w zbiorach: Sammlung Hoffmann Kollektion w Berlinie, Die Bildwechsel-Archive Videomuseum w Hamburgu, Archiwum Sztuki Kobiet oraz w kolekcjach prywatnych.

### Nagrody
Jest laureatką nagrody I stopnia Ministerstwa Kultury i Sztuki za osiągnięcia w dziedzinie scenografii teatralnej, a także stypendystką Ministerstwa Kultury i Sztuki. W 2017 została uhonorowana nagrodą artystyczną Prezydent Miasta Łodzi za osiągnięcia w dziedzinie twórczości artystycznej i upowszechnianiu kultury.